# スーパーダッシュ文庫
スーパーダッシュ文庫（スーパーダッシュぶんこ、SUPER DASH Bunko）は、日本の出版社・集英社が刊行していたライトノベル系文庫レーベル。2000年7月14日創刊、2014年10月24日刊行分をもって事実上廃止された。

## 概要
集英社が1991年より刊行していたスーパーファンタジー文庫に対し、学園小説やスラップスティック系の作品を中心とするレーベルとして創刊。両レーベルの併存が模索された時期もあったが結局、スーパーファンタジー文庫は本レーベルと入れ替わる形で2001年4月に休刊し、同レーベルが請け負っていたファンタジーやSF系の路線も本レーベルが継承することになった。
先述のように2014年10月24日刊行分をもって廃止、2014年11月21日にその後継レーベルである「ダッシュエックス文庫」が創刊された。なお、ダッシュエックス文庫にはスーパーダッシュ文庫から未完結シリーズ作品の一部が引き継がれているが、『パパのいうことを聞きなさい!』と『流星生まれのスピカ』に関しては、スーパーダッシュ文庫で継続。なお、『パパのいうことを聞きなさい!』は作者逝去により2016年7月発売の通算19巻目をもって絶筆となった。
台湾・青文出版集団が集英社と独占契約を締結し、2007年より「菁英文庫」（Elite Novels）のレーベル名で繁体字中文版を刊行している。
ただし2016年8月に『R.O.D READ OR DIE YOMIKO READMAN "THE PAPER"』(倉田英之著・羽音たらくイラスト)が作品中断から十年半余の沈黙を破り、スーパーダッシュ文庫存続時に出された第11巻からの続刊となる第12巻を上梓し発刊されたため、同作の発刊プロモーションを目的に一時的に本レーベルが復活した。（販売告知のプロモーションはダッシュエックス文庫が「スーパーダッシュ文庫の作品として」受け持っている）

## スーパーダッシュ小説新人賞
2001年より新人発掘の場としてスーパーダッシュ小説新人賞を創設している。2011年に創刊した児童文学レーベル・集英社みらい文庫では、神代明「プリズム☆ハーツ!」や午前三時五分「りっぱな巫女になる方法。」など、スーパーダッシュ小説新人賞の出身者が本レーベルで刊行した作品の続編や姉妹作を刊行する事例が見られる。2012年度の第13回で終了し2013年度より集英社ライトノベル新人賞にリニューアル。

## 映像化作品

### テレビアニメ
| 作品                                         | 放送年          | アニメーション制作                           | 備考    |
| -------------------------------------------- | --------------- | -------------------------------------------- | ------- |
| R.O.D READ OR DIE YOMIKO READMAN "THE PAPER" | 2003年 - 2004年 | J.C.STAFF                                    |         |
| はっぴぃセブン                               | 2005年          | トライネットエンタテインメント、スタジオ雲雀 |         |
| 銀盤カレイドスコープ                         | 2005年          | カラク                                       |         |
| 紅                                           | 2008年          | ブレインズ・ベース                           | OVAあり |
| アキカン!                                    | 2009年          | ブレインズ・ベース                           |         |
| よくわかる現代魔法                           | 2009年          | ノーマッド                                   |         |
| 戦う司書 The Book of Bantorra                | 2009年 - 2010年 | david production                             |         |
| 迷い猫オーバーラン!                          | 2010年          | AIC                                          |         |
| ドラゴンクライシス!                          | 2011年          | スタジオディーン                             |         |
| ベン・トー                                   | 2011年          | david production                             |         |
| パパのいうことを聞きなさい!                  | 2012年          | feel.                                        |         |
| カンピオーネ!                                | 2012年          | ディオメディア                               |         |
| 六花の勇者                                   | 2015年          | パッショーネ                                 |         |

### OVA
| 作品         | 発売年 | アニメーション制作 | 備考 |
| ------------ | ------ | ------------------ | ---- |
| 電波的な彼女 | 2009年 | ブレインズ・ベース |      |

### 劇場アニメ
| 作品                 | 公開年 | アニメーション制作 | 備考 |
| -------------------- | ------ | ------------------ | ---- |
| All You Need Is Kill | 未公表 | STUDIO 4℃          |      |

### 実写
| 作品                 | 公開年 | 備考                                     |
| -------------------- | ------ | ---------------------------------------- |
| 魔法少女を忘れない   | 2011年 |                                          |
| All You Need Is Kill | 2014年 | オール・ユー・ニード・イズ・キルを参照。 |

## コミカライズ
『ウルトラジャンプ』連載作品のコミックスに文庫の折り込み広告「super dash navi」を挟み込んでいるのを始め「R.O.D」「アキカン!」他の漫画化作品を連載するなど創刊当初から同誌編集部との結び付きが強いが、2007年（平成19年）の『ジャンプスクエア』創刊後は同誌でも漫画化作品が連載されるようになった。その一方、旧・スーパーファンタジー文庫と同様に漫画を原作とする小説化作品は比較的少数に留まっている。また、集英社以外の出版社が発行している雑誌やウェブコミック配信サイトで漫画化作品が連載される場合もあり、神代明の「世界征服物語」「Holy☆Hearts!」と川崎ヒロユキ「はっぴぃセブン」はジャイブ『月刊コミックラッシュ』で、田中芳樹（2巻以降は原作）の「KLAN」はYahoo!コミック内『FlexComixネクスト』でそれぞれ連載されている。
2011年10月25日にはスーパーダッシュ文庫のコミカライズを中心に掲載作にノベライズやアニメ化などのメディアミックスの中核をなす雑誌として『スーパーダッシュ&ゴー!』が創刊されたが、2013年4月25日に刊行された第10号を以って紙媒体での刊行を打ち切り（事実上廃刊）、同年6月25日にウェブコミック雑誌として復活したが、結局2014年1月25日更新分をもって完全に廃止された。

## ゲームのノベライズ
コンピュータゲームの小説化作品では、バンダイナムコゲームスのテイルズ オブ シリーズがファミ通文庫のものと並行しながら2007年（平成19年）の『テイルズ オブ イノセンス』まで書き継がれていた。また、他レーベルに多く見られるアダルトゲーム原作のタイトルも少数ながら刊行されている。さらに他社と比べてソーシャルゲーム原作のノベライズが（当時）台頭していた。

## 作品一覧
- 赤は他レーベルからの再録・引き継ぎ作品、緑は小説化（非オリジナル）作品。巻数の「2巻+1巻」は「本編2巻と番外編・短編集1巻」の意味。

以下に作品を追加するときには、作品を五十音順に並べ、著者名の他、完結済みかどうかも出来る限り併記してください。また、新たに記事を作るときはリンクをつけてください。

### あ行
| タイトル                                     | 著者                                 | イラスト       | 巻数       |
| -------------------------------------------- | ------------------------------------ | -------------- | ---------- |
| R.O.D READ OR DIE YOMIKO READMAN "THE PAPER" | 倉田英之                             | 羽音たらく     | 12巻       |
| アウゴエイデス                               | 嬉野秋彦                             | 水沢ひかる     | 全3巻      |
| 蒼き星のメリクリウス                         | 高嶋規之                             | 赤井孝美       | 全2巻      |
| 紅いバラシリーズ                             | 田中芳樹（原作/1巻） 岡崎裕信（2巻） | 小林立         | 全2巻      |
| アキカン!                                    | 藍上陸                               | 鈴平ひろ       | 10巻       |
| アクマ・オージ                               | 岡崎裕信                             | 成瀬裕司       | 全3巻      |
| アスカ―麻雀餓狼伝                            | 吉村夜                               | BUNBUN         | 単巻       |
| アストロ!乙女塾!                             | 本田透                               | うろたん       | 全4巻      |
| アッシュ 魔王復活!                           | 夢幻                                 | GALOU          | 単巻       |
| 姉鬼あんりみてっど                           | 会川潮                               | 馨。           | 全2巻      |
| あねもね☆ろわいやる                          | 本田透                               | 相音うしお     | 全4巻      |
| アプローチ、アプローチ。                     | 葉巡明治                             | 小川ハリ       | 全2巻      |
| AYA -亜夜-                                   | 手塚一郎                             | かわく         | 単巻       |
| アリフレロ キス・神話・Good by               | 中村九郎                             | むらたたいち   | 単巻       |
| ある朝、ヒーローの妹ができまして。           | 餅月望                               | 黒田bb         | 全2巻      |
| 暗号少女が解読できない                       | 神保静波                             | ぐらしおん     | 単巻       |
| アンシーズ                                   | 宮沢周                               | 久世           | 全3巻      |
| 15（）×24（）                                | 新城カズマ                           | 箸井地図       | 全6巻      |
| イタカノと彼らのおかしな日常                 | ゆうきりん                           | 唐辛子ひでゆ   | 単巻       |
| 伊月の戦争                                   | 涼野遊平                             | Nidy-2D-       | 単巻       |
| 一緒に革命しませんか?                        | 淺沼広太                             | 宮坂みゆ       | 3巻        |
| 一天四海のマーガレット                       | 北沢大輔                             | 呉マサヒロ     | 全3巻      |
| イレギュラー                                 | 狭山京輔                             | 純珪一         | 全4巻      |
| ヴァージン・ブラッディ                       | 霜越かほる                           | たつねこ       | 単巻       |
| ヴァンガード                                 | 深見真                               | 西E田          | 単巻       |
| うぃーくえんど☆ラビリンス                    | 狭山恭輔                             | 松本規之       | 単巻       |
| 嘘つき天使は死にました!                      | 葉巡明治                             | しらび         | 全3巻      |
| 英雄になりたい! オルガ大陸戦記               | 飛田マンダム 原作：面白法人カヤック  | chatalaw       | 単巻       |
| 円卓三国志                                   | 本田透                               | 大田優一       | 全1巻      |
| 円卓生徒会                                   | 本田透                               | 大田優一       | 全12巻+2巻 |
| エンド・アステリズム                         | 下村智恵理                           | 黒銀           | 全2巻      |
| 王ディション                                 | 淺沼広太                             | 月神るな       | 全4巻      |
| オーガバスター・オーバードライブ             | 藤原健市                             | Kona           | 単巻       |
| オーディナリー・ワールド                     | 槙岡きあん                           | KL             | 全3巻      |
| オトメ3原則!                                 | 松智洋                               | ななろば華     | 全6巻      |
| オーパーツ♥ラブ                              | ゆうきりん                           | 酒井ヒロヤス   | 全24巻     |
| オービタル・レディ                           | 高嶋規之                             | 星野秀輝       | 単巻       |
| All You Need Is Kill                         | 桜坂洋                               | 安倍吉俊       | 単巻       |
| おくさまは女子高生                           | 館山緑 原作：こばやしひよこ          | こばやしひよこ | 全2巻      |
| おねがい、勇者についてきて? はい/YES         | 番棚葵                               | 日向あずり     | 単巻       |
| オルガナー 〜さよなら、もう二人の麻理子〜    | 遊直                                 | 結城みつる     | 単巻       |
| 俺たちのコミュ力がもはや学園異能バトル       | 川添枯美                             | 桑島黎音       | 単巻       |
| 俺の目を見てボクと言え！                     | 神秋昌史                             | 茶みら         | 2巻        |
| オレのリベンジがヒロインを全員倒す！         | 八薙玉造                             | 雛咲           | 2巻        |
| 終わりなき夏 永遠なる音律                    | 砂浦俊一 原作：ファイアージュ        | 日向恭介       | 全2巻      |
| オワ・ランデ!                                | 神秋昌史                             | イチリ         | 全4巻+1巻  |
| 陰陽師は式神を使わない                       | 藤原京                               | 藤城陽         | 単巻       |

### か行
| タイトル                                                 | 著者                                                                                                 | イラスト               | 巻数        |
| -------------------------------------------------------- | --- | ---------------------- | ----------- |
| 快傑蒸気探偵団                                           | 浅野智哉 原作：麻宮騎亜                                                                              | 麻宮騎亜               | 全2巻       |
| 海賊彼女                                                 | 鈴木一二三                                                                                           | MAKOTO2号              | 単巻        |
| 鏡よカガミ!?                                             | 丘野ゆうじ                                                                                           | 壱河きづく             | 全3巻       |
| がく×ぶる                                                | 本田透                                                                                               | 相音うしお             | 全5巻       |
| 影の新撰組・紫苑 花の噂・土方だけが知っている!?          | 並木さとし                                                                                           | 柳沢テツヤ             | 単巻        |
| ガジェットガール                                         | 志井明広                                                                                             | 小原トメ太・さくら小春 | 単巻        |
| カノジョとオーダーとやさしい嘘                           | 夜詩雪                                                                                               | 稲垣みいこ             | 単巻        |
| 神の手のネジマイスター                                   | 淺沼広太                                                                                             | スドウヒロシ           | 単巻        |
| 神乃崎綾香の魔獣                                         | 横山忠                                                                                               | 白田太                 | 全2巻       |
| 神をしめなわっ！                                         | 番棚葵                                                                                               | 水沢深森               | 全3巻       |
| からくりの闘姫                                           | 九品田直樹                                                                                           | 髙木信孝               | 単巻        |
| ガラクタ・パーツ                                         | 片桐敬磨                                                                                             | 藤真拓哉               | 単巻        |
| ガリレオの魔法陣                                         | 青木潤太朗                                                                                           | tetsu                  | 単巻        |
| ガン×スクール＝パラダイス!                               | 穂邑正裕                                                                                             | 久坂宗次               | 単巻        |
| カンピオーネ!                                            | 丈月城                                                                                               | シコルスキー           | 16巻        |
| GEAR戦士電童                                             | 浅野智哉                                                                                             | 久行宏和               | 全2巻+1巻   |
| 黄色い花の紅                                             | アサウラ                                                                                             | Bou                    | 単巻        |
| 鬼刻                                                     | 城崎火也                                                                                             | 椋本夏夜               | 全3巻       |
| Kishin -姫神- 邪馬台王朝秘史                             | 定金伸治                                                                                             | 伊藤真美               | 全5巻       |
| 帰宅部!                                                  | 川嶋一洋                                                                                             | 久坂宗次               | 全3巻       |
| キメラ                                                   | 連光寺正 原作：緒方てい                                                                              | 緒方てい               | 全2巻       |
| 逆理の魔女                                               | 雪野静                                                                                               | 石川沙絵               | 単巻        |
| 吸血の季節                                               | 砂浦俊一                                                                                             | kyo                    | 単巻        |
| キン肉マンII世 〜伝説の序章〜 ヘラクレス・ファクトリー編 | 浅野智哉 原作：ゆでたまご                                                                            | ゆでたまご             | 単巻        |
| 銀のプロゲーマー                                         | 岡崎裕信                                                                                             | 龍太                   | 全2巻       |
| 銀盤カレイドスコープ                                     | 海原零                                                                                               | 鈴平ひろ               | 全9巻       |
| 吟遊詩人に贈る歌                                         | 佐々之青々                                                                                           | COMTA                  | 全2巻       |
| 傀儡 KUGUTSU                                             | 高橋明・林日出夫                                                                                     | 高橋明・林日出夫       | 全4巻       |
| くずばこに箒星                                           | 石原宙                                                                                               | 月神るな               | 全2巻       |
| くみちょ!                                                | 白川晶                                                                                               | きりがみやび           | 全2巻       |
| クライシス・ギア                                         | 三上康明                                                                                             | 白井鋭利               | 3巻         |
| クライム・ハウンド                                       | 柊ハルヤ                                                                                             | 深遊                   | 単巻        |
| KLAN                                                     | 田中芳樹（原作/1巻） 霜越かほる（2-4巻） 浅野智哉（5-6巻） 白川晶（7-9巻・外伝） 岡崎裕信（10-12巻） | いのまたむつみ         | 全12巻 +1巻 |
| くるりくる! 〜でする来襲〜                               | 花田十輝                                                                                             | ひよひよ               | 単巻        |
| 紅 kure-nai                                              | 片山憲太郎                                                                                           | 山本ヤマト             | 5巻         |
| Cross Days ～重ねる嘘、重なる想い～                      | 秋月ひろ 原作：関町台風                                                                              | ごとうじゅんじ         | 単巻        |
| 黒猫の水曜日                                             | 地本草子                                                                                             | 鵜飼沙樹               | 全4巻       |
| 警極魔道課チルビィ先生                                   | 横山忠                                                                                               | 成瀬ちさと             | 2巻         |
| 激辛! 夏風高校カレー部 (いもうと付)                      | 神楽坂淳                                                                                             | 君平ユウキ             | 単巻        |
| 幻月のパンドオラ                                         | 桃乃蛍 原作：Q-X                                                                                     | 亜方逸樹               | 単巻        |
| 恋する乙女と守護の楯 ‐The shield of AIGIS‐               | 和泉フセヤ 原作：AXL                                                                                 | 瀬之本久史             | 全2巻       |
| こいびと以上、ともだち未満                               | みかづき紅月                                                                                         | 双龍                   | 全3巻       |
| 恋虫のブレード                                           | 工藤治                                                                                               | 藤城陽                 | 単巻        |
| 後宮楽園球場                                             | 石川博品                                                                                             | wingheart              | 単巻        |
| ゴールデンドーン                                         | 為我井徹                                                                                             | 中村龍徳               | 単巻        |
| 黒白キューピッド                                         | 中村九郎                                                                                             | 藤井耀士               | 単巻        |
| ここほれONE-ONE!                                         | 小川一水                                                                                             | 高木章次               | 全2巻       |
| ゴスロリ・ファーザー                                     | 子安秀明                                                                                             | しゅがすく             | 単巻        |
| God Bravers                                              | 永原十茂                                                                                             | コミズミコ             | 単巻        |
| ことりたちのものがたり                                   | 空谷あかり                                                                                           | RAMI                   | 単巻        |
| 紺碧ノたまゆら 〜ヨミノメ〜                              | 神代明                                                                                               | 岸和田ロビン           | 単巻        |

### さ行
| タイトル                                  | 著者                                | イラスト           | 巻数      |
| ----------------------------------------- | ----------------------------------- | ------------------ | --------- |
| サカサマホウショウジョ                    | 大澤誠                              | 千葉サドル         | 全2巻     |
| 3月のジェルミナル                         | ついへいじりう 原作：星屑七号       | 星屑七号           | 単巻      |
| サンプル家族 乙女ゴコロとエイリアン       | 名取なずな                          | OKAMA              | 単巻      |
| シアンとマゼンタ                          | 砂浦俊一                            | AKIRA              | 全2巻     |
| ジェスターゲーム                          | 赤井紅介                            | 吟                 | 単巻      |
| G.L.                                      | 長野聖樹                            | 切符               | 全3巻     |
| G-SAVIOUR                                 | 河原よしえ 原作：矢立肇・サンライズ | 鈴木雅久           | 全2巻     |
| 始皇帝、日本に起つ!                       | 田辺わさび                          | 相音うしお         | 単巻      |
| 司星者セイン                              | ベニー松山                          | 小林智美           | 全2巻     |
| 獅子は働かず 聖女は赤く                   | 八薙玉造                            | ぽんかん⑧          | 全4巻     |
| 影（）≒光（）                             | 影名浅海                            | 植田亮             | 全7巻     |
| 出撃!! ノブシ・ストライカーズ             | 清水文化                            | イチリ             | 単巻      |
| 小学星のプリンセス☆                       | 餅月望                              | bb                 | 全3巻     |
| 少女と移動図書館                          | 竹雀綾人                            | フジシマ           | 単巻      |
| 少女人形と撃砕少年                        | 渡辺僚一                            | 馬越嘉彦           | 単巻      |
| しろつく ~姫奈のゆるゆる漫遊記~           | かみじま柚水 原作：株式会社ケイブ   | ぜろきち           | 単巻      |
| 神剣アオイ                                | 八薙玉造                            | 植田亮             | 全3巻     |
| 新きまぐれオレンジ☆ロード 2002            | 寺田憲史 原作：まつもと泉           | まつもと泉         | 全2巻     |
| 神舟                                      | 大河渡                              | 長澤真             | 単巻      |
| 雀-肌上の猛牌                             | 櫂末高彰 麻雀監修：神崎ちろ         | 一葉モカ           | 単巻      |
| スイーツ!                                 | しなな泰之                          | 柏餅よもぎ         | 単巻      |
| ストーンヒートクレイジー                  | 三上康明                            | よし☆ヲ            | 単巻      |
| 聖絶のラングエイジ                        | 星住宙希                            | 荒川               | 単巻      |
| 生徒会ばーさす!                           | 番棚葵                              | 宮坂みゆ           | 全5巻     |
| 制覇するフィロソフィア                    | 定金伸治                            | エナミカツミ       | 単巻      |
| 征服娘。                                  | 神楽坂淳                            | 鈴羅木かりん       | 単巻      |
| 星方武侠アウトロースター 雲海のエルドラド | 堺三保 原作：伊東岳彦・矢立肇       | 齋藤卓也           | 単巻      |
| 世界征服物語                              | 神代明                              | 如月水・緋賀ゆかり | 全3巻+1巻 |
| ゼランディーヌ 〜性悪ないばら姫〜         | 嬉野秋彦                            | 緋鍵龍彦           | 単巻      |
| ゼロ・イクステンド                        | 赤井紅介                            | 宮城               | 単巻      |
| 戦乱学園!                                 | 藤原京                              | 藤城陽             | 単巻      |
| 双色の瞳 ヘルズガルド戦史                 | 霜越かほる                          | 寺田克也           | 全2巻     |
| ソウルキャリバー 魂を刃にこめて           | 飛田マンダム 監修：Project Soul     | JUNNY              | 上下巻    |
| そだてて!まりあ!                          | わかつきひかる                      | 黒田bb             | 単巻      |
| それがどうしたっ                          | 赤井紅介                            | 得能正太郎         | 全3巻     |
| 空トブ人ビト                              | 三上康明                            | 大場陽炎           | 全2巻     |

### た行
| タイトル                                             | 著者                       | イラスト                  | 巻数   |
| ---------------------------------------------------- | -------------------------- | ------------------------- | ------ |
| ダーク・グリモワール                                 | 丘野ゆうじ                 | むらたたいち              | 単巻   |
| 大嫌いな、あの空に。                                 | 花田十輝                   | 塩崎雄二                  | 単巻   |
| 大革命!!バトルレジスタンス 最果てのイージス          | 樹カナタ 原作：株式会社GMS | くろきり                  | 単巻   |
| 代償のギルタオン                                     | 神高槍矢                   | おぐち                    | 3巻    |
| 戴天高校勝利部                                       | 夏希のたね                 | 緒方剛志                  | 単巻   |
| D.I.Speed!!                                          | 狭山京輔                   | 洒乃渉                    | 単巻   |
| 高天原なリアル                                       | 霜越かほる                 | 木場智士                  | 単巻   |
| 宅配コンバット学園                                   | 軽井沢洋一                 | 大田優一                  | 単巻   |
| 戦う司書シリーズ                                     | 山形石雄                   | 前嶋重機                  | 全10巻 |
| 戦え! 松竹梅高等学校漫画研究部                       | 番棚葵                     | 山田秋太郎                | 単巻   |
| 魂振シリーズ                                         | 北沢大輔                   | ぺこ                      | 全5巻  |
| ダンス・ウィズ・エリシア                             | わかつきひかる             | CH@R                      | 全2巻  |
| だんない!                                            | 市川智士                   | 稲垣みいこ                | 単巻   |
| チェリッシュ! 妹が俺を愛しているどころか年上になった | 三木なずな                 | しゅがすく                | 単巻   |
| 超人間・岩村                                         | 滝川廉治                   | toi8                      | 単巻   |
| つくも神は青春をもてなさんと欲す                     | 慶野由志                   | すぶり                    | 3巻    |
| Ｄソード・オブ・レジェンド                           | 番棚葵                     | 鶴崎貴大                  | 全3巻  |
| D/dレスキュー                                        | 一条理希                   | 目黒三吉                  | 全3巻  |
| テールエンド                                         | 津久田重吾                 | きみづか葵                | 全3巻  |
| テイルズ オブ イノセンス                             | 金月龍之介                 | いのまたむつみ・ 松竹徳幸 | 全2巻  |
| テイルズ オブ エターニア                             | 川崎ヒロユキ               | 松竹徳幸                  | 全2巻  |
| テイルズ オブ ザ テンペスト                          | 金月龍之介                 | いのまたむつみ・ 松竹徳幸 | 全2巻  |
| テイルズ オブ ザ ワールド なりきりダンジョン2        | 工藤治                     | 松竹徳幸                  | 単巻   |
| テイルズ オブ ジ アビス                              | 結城聖                     | いのまたむつみ・ 松竹徳幸 | 全6巻  |
| テイルズ オブ シンフォニア                           | 結城聖                     | 松竹徳幸                  | 全3巻  |
| テイルズ オブ デスティニー2                          | 結城聖                     | いのまたむつみ・ 松竹徳幸 | 全3巻  |
| テイルズ オブ ファンタジア なりきりダンジョン        | 結城聖                     | 松竹徳幸                  | 全2巻  |
| テイルズ オブ ファンダム 旅の終わり                  | 結城聖                     | 松竹徳幸                  | 単巻   |
| テイルズ オブ リバース                               | 結城聖                     | いのまたむつみ・ 松竹徳幸 | 全3巻  |
| アニメ・デジモンアドベンチャー                       | 角銅博之                   | まさきひろ                | 全3巻  |
| 鉄球姫エミリー                                       | 八薙玉造                   | 瀬之本久史                | 全5巻  |
| DEAD POINT -死点-                                    | 高橋良輔                   | 吉原昌宏                  | 全2巻  |
| 悪魔捜査官 デビルポリス                              | 梶研吾                     | 鳥居大介                  | 単巻   |
| テルミー                                             | 滝川廉治                   | 七草                      | 全2巻  |
| テルミナス なよ竹荘に月が降る                        | 名取なずな                 | OKAMA                     | 単巻   |
| 天使の飼い方・しつけ方                               | 淺沼広太                   | 羽々キロ                  | 全5巻  |
| 天仙物語                                             | 豊野穂稀                   | 洒乃渉                    | 単巻   |
| 電波的な彼女                                         | 片山憲太郎                 | 山本ヤマト                | 全3巻  |
| テンプテーション・クラウン                           | 雪野静                     | ゆーげん                  | 全5巻  |
| TOKYOゼロ・ハンター                                  | 丘野ゆうじ                 | 木場智士                  | 全5巻  |
| TO THE CASTLE                                        | 桑島由一                   | スドウヒロシ              | 全2巻  |
| 隣のドッペルさん                                     | 砂浦俊一                   | 高橋慶太郎                | 全2巻  |
| 突撃王女                                             | 鈴木一二三                 | 影崎由那                  | 単巻   |
| ドッグライヴ                                         | 藤原健市                   | 夕薙                      | 全2巻  |
| 殿がくる!                                            | 福田政雄                   | 相楽ヒロカズ              | 全3巻  |
| 止まらないで自転車乙女                               | 阿羅本景                   | みけおう                  | 単巻   |
| どらごん・はんたぁ                                   | 清水文化                   | 八雲剣豪                  | 全3巻  |
| ドラゴンクライシス!                                  | 城崎火也                   | 亜方逸樹                  | 全13巻 |
| 反逆者（）                                           | 弥生翔太                   | 藤真拓哉                  | 全2巻  |
| とわいすあっぷっ!                                    | 阿羅本景                   | 蔓木鋼音                  | 全6巻  |

### な行
| タイトル                                          | 著者       | イラスト | 巻数  |
| ------------------------------------------------- | ---------- | -------- | ----- |
| 嘆きの館                                          | 城崎火也   | 木場智士 | 単巻  |
| ナッツ・クラッカー -リンゴの誘惑 The toxic apple- | 狩野鏡     | 南野彼方 | 単巻  |
| ななぱっぱ                                        | 岡崎裕信   | Show     | 全2巻 |
| ニーナとうさぎと魔法の戦車                        | 兎月竜之介 | BUNBUN   | 全8巻 |
| 二年四組 交換日記 腐ったリンゴはくさらない        | 朝田雅康   | 庭       | 単巻  |
| ねがいプラス!                                     | 横山忠     | 夕薙     | 単巻  |
| ネコノメノヨウニ…                                 | 田中啓文   | 皇名月   | 単巻  |
| ねこPON!                                          | 吉村夜     | kaya8    | 単巻  |
| ネザーワールド                                    | 東佐紀     | 唖采弦二 | 全2巻 |
| ノルマルク戦記                                    | 赤城毅     | 小河原亮 | 全7巻 |

### は行
| タイトル                                     | 著者                                                   | イラスト            | 巻数         |
| -------------------------------------------- | ------------------------------------------------------ | ------------------- | ------------ |
| パーフェクト・ブラッド                       | 赤井紅介                                               | 椋本夏夜            | 全9巻+1巻    |
| 白翼のリンケージ                             | 赤井紅介                                               | IsII                | 全 3巻       |
| BASTARD!!                                    | 岸間信明（1-2巻）・ ベニー松山（3-4巻） 原作：萩原一至 | 萩原一至            | 全4巻        |
| 8番目のカフェテリアガール                    | 石原宙                                                 | 029                 | 2巻          |
| 初恋マジカルブリッツ                         | あすか正太                                             | 天広直人            | 15巻         |
| 覇道鋼鉄テッカイオー                         | 八針来夏                                               | Bou                 | 全3巻        |
| はっぴぃセブン                               | 川崎ヒロユキ                                           | COM                 | 全21巻       |
| バテン・カイトス 真実の破壊と約束の嘘        | 工藤治                                                 | 日暮央              | 単巻         |
| ばとる・おぶ・CHUCHU                         | 一条理希                                               | 四谷嘉一            | 全5巻        |
| バトル・ホームズ                             | 梶研吾                                                 | 浅田弘幸            | 全2巻        |
| バトル・モラトリアム                         | 淺沼広太                                               | 介錯                | 単巻         |
| はなひな                                     | 阪本良太                                               | 鈴見敦              | 全2巻        |
| バニラ A sweet partner                       | アサウラ                                               | 高山瑞季×曽我部修司 | 単巻         |
| パパのいうことを聞きなさい!                  | 松智洋                                                 | なかじまゆか        | 18巻+ after1 |
| 薔薇色にチェリースカ                         | 海原零                                                 | ネツマイカ          | 全5巻        |
| パラレル・トラブラーズ                       | 丘野ゆうじ                                             | 植田亮              | 全4巻        |
| ぱられるロイド☆ヒトミ                        | 丘野ゆうじ                                             | CARNELIAN           | 全2巻        |
| はるかかなたの年代記                         | 白川敏行                                               | ふゆの春秋          | 全3巻        |
| ハレルユニコーン                             | 草薙アキ                                               | 丸ちゃん。          | 単巻         |
| ぱんつぁのーと                               | 月見里一                                               | 魚                  | 全3巻        |
| 飛火夏虫-HIKAGEMUSHI-                        | 皆藤黒助                                               | ヤッ                | 全2巻        |
| P.P.POLICE                                   | 丘野ゆうじ                                             | 吉田犬人            | 単巻         |
| ぴ ぴ ぴ!                                    | 神代明                                                 | 鈴見敦              | 単巻         |
| 姫様とオレ様と眠れぬ魔女に奏でるアルペジオ   | 神代明                                                 | シンゴ              | 全2巻        |
| フールズフィスト                             | 阿羅本景                                               | QUZ竜               | 全2巻        |
| ブール・ノアゼット 世界一孤独なボクとキミ    | 藍上陸                                                 | 片岡人生・近藤一馬  | 単巻         |
| フェアリーランド・クロニクル                 | 嬉野秋彦                                               | 米村孝一郎          | 全5巻        |
| 物理の先生にあやまれっ!                      | 朝倉サクヤ                                             | pun2                | 全2巻        |
| ブラックランド・ファンタジア                 | 定金伸治                                               | 星樹                | 単巻         |
| ブルー・ハイドレード                         | 海原零                                                 | 遠藤将之            | 全2巻        |
| BLUE RAINBOW                                 | 丘野ゆうじ                                             | 斉藤卓也            | 全2巻        |
| フレイアになりたい                           | 岡崎裕信                                               | 中村博文            | 全2巻        |
| ブレイブ・ハイスクール! -勇者科だよ全員集合- | あおしまたかし                                         | 茶々組              | 単巻         |
| プロジェクトMP                               | 番棚葵                                                 | よし☆ヲ             | 全2巻        |
| 踏んだり蹴ったり!                            | 川添枯美                                               | 白井鋭利            | 単巻         |
| べるとりる☆べる                              | 秋史恭                                                 | スドウヒロシ        | 単巻         |
| ベン・トー                                   | アサウラ                                               | 柴乃櫂人            | 全12巻+3巻   |
| ボイス坂                                     | 高遠るい                                               | 高遠るい            | 全2巻        |
| ポイポイポイ                                 | 桑島由一                                               | 写真撮影：萩原美寛  | 単巻         |
| ほうそうぶ2                                  | 宮沢周                                                 | 山×２               | 全2巻        |
| H.O.P.E.                                     | 一条理希                                               | 山本京              | 全2巻        |
| Holy☆Hearts!                                 | 神代明                                                 | 緋賀ゆかり          | 全8巻        |
| Holy Knight                                  | 川嶋一洋 原作：ホーリーナイト製作委員会                | 宮崎摩耶            | 単巻         |
| ぼくたちには野菜が足りない                   | 淺沼広太                                               | なごやこーちん      | 全4巻        |
| 僕とヤンデレと7つの約束                      | みかづき紅月 原作：セツナプロジェクト                  | いずみべる          | 単巻         |
| ボクの瞳に映るのはキミときどきユーレイ       | 歩川友紀                                               | きぃら〜☆           | 単巻         |
| Hot Rod                                      | 狭山京輔                                               | えびね              | 単巻         |
| 滅びのマヤウェル                             | 岡崎裕信                                               | 西E田               | 全2巻        |

### ま行
| タイトル                               | 著者                    | イラスト                                             | 巻数   |
| -------------------------------------- | ----------------------- | ---------------------------------------------------- | ------ |
| 魔王、始めました                       | 淺沼広太                | なごやこーちん                                       | 全9巻  |
| 魔王な使い魔と魔法少女な               | みみとミミ              | shin                                                 | 全2巻  |
| 魔女狩り探偵春夏秋冬セツナ             | 赤月黎                  | しろくじら                                           | 単巻   |
| MaJiRi                                 | 爲我井徹                | 反田誠二                                             | 単巻   |
| まだなのマイヒーロー!?                 | あきさかあさひ          | 玖条イチソ                                           | 単巻   |
| マブラヴ                               | 北側寒囲 原作：アージュ | Bou                                                  | 全7巻  |
| 魔法少女を忘れない                     | しなな泰之              | 越島はぐ                                             | 全1巻  |
| 魔物ワールドは二周目令嬢が作ったのだ！ | 葉巡明治                | マルイノ                                             | 単巻   |
| 迷い猫オーバーラン!                    | 松智洋                  | ぺこ 1-9巻 ヤス 10巻 氷川へきる 11巻 みつみ美里 12巻 | 全12巻 |
| ∞伝説MEGAミックス                      | 三井秀樹                | ないぺた                                             | 単巻   |
| メサイア・クライベイビィ               | 八針来夏                | 黒銀                                                 | 単巻   |
| めぞんdeぎゃらくしぃ                   | 夢幻                    | 岩崎考司                                             | 全9巻  |
| メタルウルフ                           | 弓原望                  | AM-DVL                                               | 単巻   |
| 名犬ミケは左利き                       | 阪本良太                | 来栖達也                                             | 単巻   |
| めでぃかる!                            | 神代明                  | ヒナユキウサ                                         | 単巻   |
| 萌音楽のススメ☆                        | 月宮うさぎ              | こげどんぼ*・月宮うさぎ                              | 単巻   |

### や行
| タイトル                               | 著者               | イラスト   | 巻数  |
| -------------------------------------- | ------------------ | ---------- | ----- |
| 郵便です! サクラサク頃、キミに逢いたい | 名取なずな         | 袴田めら   | 単巻  |
| 百合×薔薇                              | 伊藤ヒロ           | 高見明男   | 3巻   |
| 妖怪モバイラーズ カイ@ポー             | 田中祥介・高橋良輔 | 水玉螢之丞 | 単巻  |
| よくわかる現代魔法                     | 桜坂洋             | 宮下未紀   | 全6巻 |

### ら行
| タイトル                             | 著者         | イラスト   | 巻数  |
| ------------------------------------ | ------------ | ---------- | ----- |
| ライトノベルの神さま                 | 佐々之青々   | 羽々キロ   | 全2巻 |
| ラブ★ゆう                            | 七月隆文     | みけおう   | 全6巻 |
| 蘭堂家の人々                         | 嬉野秋彦     | 日向悠二   | 全9巻 |
| 六花の勇者                           | 山形石雄     | 宮城       | 4巻   |
| りっぱな部員になる方法。             | 午前三時五分 | すまき俊吾 | 全2巻 |
| 竜の棲む湖 プロドローメス-天狼星の風 | 野崎透       | KIRIN      | 単巻  |
| 竜留城の王                           | 浅野智哉     | よしき龍馬 | 単巻  |
| レンカク －告白決闘カードゲーム－    | 穂邑正裕     | 桑島黎音   | 単巻  |
| ロイヤル☆リトルスター                | 餅月望       | 千葉サドル | 全2巻 |